# J. J. 퍼츠

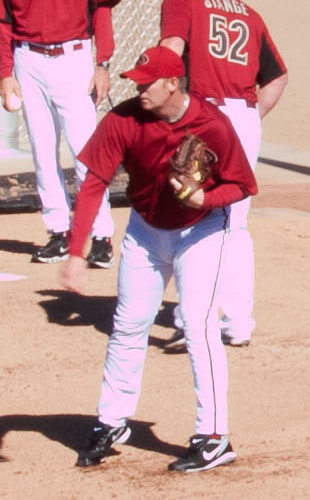

J. J. 퍼츠(J. J. Putz, 본명: Joseph Jason Putz, 1977년 2월 22일 ~ )는 미국의 전직 프로 야구 구원 투수이다. 시애틀 매리너스, 뉴욕 메츠, 시카고 화이트삭스, 애리조나 다이아몬드백스의 메이저 리그 베이스볼(MLB)에서 뛰었다.

## 고등학교 및 대학 생활
미시간주 트렌턴에서 태어난 퍼츠는 트렌턴 고등학교를 1995년 클래스 B 주 챔피언십으로 이끌었다. 1995년에 졸업하고 미시간주에서 미스터 베이스볼 상을 수상했다. 푸츠는 미시간 대학에 다녔으며 1997년 야머스-데니스 레드삭스와 1998년 하이애니스 메츠에서 케이프 코드 야구 리그에서 대학 여름 야구를 했다.